# Кудеевский сельсовет
Кудеевский сельсовет — муниципальное образование в Иглинском районе Башкортостана.

## История
Согласно «Закону о границах, статусе и административных центрах муниципальных образований в Республике Башкортостан» имеет статус сельского поселения.

## Население
| 2002  | 2009  | 2010  | 2012  | 2013  | 2014  | 2015  |
| ----- | ----- | ----- | ----- | ----- | ----- | ----- |
| 2867  | ↗2983 | ↗3091 | ↗3092 | ↗3105 | ↘3083 | ↗3113 |
| 2016  | 2017  | 2018  |       |       |       |       |
| ↘3083 | ↘2996 | ↘2980 |       |       |       |       |

## Состав сельского поселения
| № | Населённый пункт | Тип населённого пункта       | Население |
| - | ---------------- | ---------------------------- | --------- |
| 1 | Кудеевский       | село, административный центр | ↗3024     |